# 斐讯

上海市普陀区中山北路的电灯杆上悬挂着2018年上海国际电影节和斐讯的广告。

斐讯（PHICOMM），全称上海斐讯数据通信技术有限公司，成立于2009年，是中国的一家智能家庭产品和云服务产品提供商。其总部位于上海，亦于德国、新加坡、印度等国建有子公司。
斐讯创始人顾国平、汤宇、顾建华是上海电机技术高等专科学校工贸9512班同学。2008年，三人成立斐讯数据通信技术有限公司。
2021年12月8日上午，上海市第一中级人民法院依法公开宣判被告人顾国平、侬锦、陈雨、朱军、王晶晶、张冀敏集资诈骗一案，对顾国平以集资诈骗罪判处无期徒刑，剥夺政治权利终身，并处没收个人全部财产

## 销售
斐讯旗下多款产品采用一种“0元购”销售模式。用户可从购买的斐讯产品上获得一个“K码”，凭此码在联璧金融和华夏万家中投资指定数额、时长的理财产品，到期就能获得产品金额全返的福利，相当于“0元购”。
2018年6月，不少用户反映联璧金融出现提现不到账状况，APP则出现连接服务器异常。联璧金融运营主体公司上海联璧电子科技（集团）有限公司则因涉嫌非法吸收公众存款被公安部门立案侦查，该公司位于上海松江区的总部也遭到警方搜查，一部分公司员工被逮捕。
2018年7月，华夏万家出现提现问题，而斐讯也被媒體曝出拖欠員工6月份工資。2018年8月3日，斐讯官方发布公告，针对购买斐讯产品并持有尚未使用K码产品的消费者，原先合作的联璧金融和华夏万家已经无法正常使用K码，消费者将通过斐讯官网或斐讯商城APP，将K码头兑换为斐讯商城的“维C”，“维C”可在斐讯商城换购斐讯商品及其他商品。但事实上，现金返还已经变成返券，而“维C”的价格最多只相当于兑换商品价格的50％。同年8月，网上传言其已破产，斐讯回应称不实。

## 品牌名
PHICOMM由希腊字母Phi（Φ）和英语单词Communication缩写Comm组成，其含义为“完美的通信”（perfect communication）。